# Réseau des trains de l'agglomération du Cap
Le Réseau des trains de l'agglomération du Cap, dit Metrorail Western Cape, est un réseau de transport en commun ferroviaire desservant Le Cap et son agglomération dont toutes les lignes partent de la Gare du Cap (en).

## Réseau

### Présentation
| Ligne            | Terminus                                                    | Photo | Longueur | Stations | Tracé |
| ---------------- | ----------------------------------------------------------- | ----- | -------- | -------- | ----- |
| Simonstown line  | Simon's Town (en)                                           |       | 36 km    | 28       |       |
| Cape Flats line  | Retreat (en)                                                |       |          | 16       |       |
| Bonteheuwel line | Kapteinsklip (en) Chris Hani (en) Bellville (en)            |       |          | 33       |       |
| Bellville line   | Bellville (en) Wellington (en) Muldersvlei (en) Strand (en) |       |          | 48       |       |